# Buahan (Kintamani)
Buahan is een bestuurslaag in het regentschap Bangli van de provincie Bali, Indonesië. Buahan telt 1610 inwoners (volkstelling 2010).